# Кобра 11
„Кобра 11“ (на немски: Alarm für Cobra 11 – Die Autobahnpolizei, в превод: „Тревога за Кобра 11– Магистралната полиция“) е немски сериал, излъчващ се в Германия по телевизия RTL. В България Кобра 11 се излъчва по Диема и Нова. 
Разказва за 2-ма души от магистрална полиция (Autobahnpolizei – Магистрална полиция), в началото от Берлин, а по-късно действието се премества в провинция Северен Рейн-Вестфалия. Сериалът се излъчва в много страни, включително и в България. Актьорите, които озвучават дублажа в България са: Ани Василева, която в късните сезони е сменена с Петя Миладинова, Лиза Шопова, която в късните сезони е сменена със Силвия Русинова, Емил Емилов, Здравко Методиев и Димитър Иванчев.

## Сюжет
Сериалът се върти около двама полицаи от Магистрална полиция, отбор "Кобра 11". Семир Геркан и партньорът му патрулират по немските магистрали, излагайки се ежедневно на различни опасности и сблъсквайки се с всякакви случаи. 

## Автомобили
- В първи и втори епизод Инго Фишер кара сив Ford Sierra.
- От 1996 година Семир Геркан кара BMW Серия 3, винаги най-новият модел за съответната година. Най-дълго кара версията Е90 (от 2005 до 2012). Изключение правят няколко епизода от 1996, когато Семир кара Audi А4.
- Партньорът на Семир кара различни модели Mercedes, актуални към годината на излъчване на епизода. През годините партньорите карат: С200 и CLK 200 (Андре Фукс), CLK 200 (Том Краних), CLK 200 (Ян Рихтер), C350 (Крис Ритер), C350 и Е500 купе (Бен Йегер), CLA 200 (Алекс Бранд), C300 (Паул Ренер). Изключение прави Франк Щолте, който в началото кара Audi 100, а после BMW Серия 3.
- Екипът на Бонрад и Херцбергер (Кобра 12) в ранните серии карат различни патрулни автомобили, като Mercedes W124, Ford Sierra, Оpel Vectra. Понякога карат и цивилна Skoda Octavia. От 1999 карат предимно Porsche. През 90-те колата е 911, след това Cayenne, после пак 911. За кратко карат Toyota Land Cruiser и Range Rover Sport. Техните коли, за разлика от тези на Кобра 11, са с надписи Polizei и буркани.
- Шефът на техническия отдел Хартмут кара De Lorean DMC-12.
- Комисар Джени Дорн кара BMW Серия 1 (след 2016).
- Шефките на Магистрална полиция карат различни автомобили през годините. За Катарина Лампрехт не е ясно каква кола кара. Ана Енгелхарт кара Citroen BX (взривен в епизод "Такси 541" от 1998), след това Mercedes А класа, после Lexus IS комби. Ким Крюгер кара различни модели джипове Mercedes и BMW, като GLK, ML, X3, но и леки автомобили Mercedes A класа и кабриото SLK.
- Останалите коли на участъка са брандирани патрулни автомобили, типични за Германия. Mercedes С и Е класа, Toyota Avensis, Toyota Land Cruiser, бусове Volkswagen.
- Участъкът има и собствен хеликоптер.

## Начален текст
От 1996 г. до 2006 г. мъжът който произнася началният текст е Флитц Ставенхаген, а от 2007 г. е Патрик Линке. От епизод 365, началният текст е премахнат от интрото.
| „ | Ihr Revier ist die Autobahn. Ihr Tempo ist mörderisch. Ihre Gegner: Autoschieber, Mörder und Erpresser. Einsatz rund um die Uhr für die Männer von Cobra 11. Unsere Sicherheit ist ihr Job. | “ |

| „ | Техният участък е магистралата. Темпото им е убийствено. Противниците им са автокрадци, убийци и изнудвачи. Хората от Кобра 11 са денонощно в акция. Тяхната задача е нашата безопасност. | “ |

| „ | Ihr Revier ist die Autobahn. Ihr Einsatz heißt: volles Tempo Ihre Gegner von heute: extrem schnell und gefährlich. Verbrechen ohne Limit – Jeder Einsatz volles Risiko für die Männer von Cobra 11. | “ |

| „ | Техният участък е магистралата. Акциите им: на висока скорост, Днешните им противници: екстремно бързи и опасни. Престъпления без лимит – всяка акция е пълна с рискове за мъжете от Кобра 11. | “ |

| „ | Ihr Revier ist die Autobahn. Ihre Gegner extrem schnell und gefährlich. Verbrechen ohne Limit. Jeder Einsatz – volles Risiko für die Männer von Cobra 11. | “ |

| „ | Техният участък е магистралата. Противниците им: екстремно бързи и опасни. Престъпления без лимит. Всяка акция – пълен риск за мъжете от Кобра 11. | “ |

| „ | Ihr Revier ist die Autobahn. Ihre Gegner extrem schnell und gefährlich. Verbrechen ohne Limit volles Risiko für die Männer von Cobra 11. | “ |

| „ | Техният участък е магистралата. Противниците им: екстремно бързи и опасни. Престъпления без лимит. Пълен риск за мъжете от Кобра 11. | “ |

### Главна роля
| Номер | Епизод    | Главна роля                                                                               | Версия |
| ----- | --------- | ----------------------------------------------------------------------------------------- | ------ |
| 1     | 1 – 2     | Йоханес Брандруп, Райнер Щекер и Алмут Егерт                                              |        |
| 2     | 3 – 9     | Йоханес Брандруп, Ердоган Аталай и Алмут Егерт                                            |        |
| 3     | 10 – 31   | Ердоган Аталай и Марк Келер                                                               | 1      |
| 4     | 32 – 47   | Ердоган Аталай и Марк Келер                                                               | 2      |
| 5     | 48 – 97   | Ердоган Аталай и Рене Щайнке                                                              | 1      |
| 6     | 98 – 125  | Ердоган Аталай и Кристиан Оливер                                                          |        |
| 7     | 126 – 158 | Ердоган Аталай и Рене Щайнке                                                              | 2      |
| 8     | 159 – 179 | Ердоган Аталай и Гедеон Буркхард                                                          |        |
| 9     | 180 – 243 | Ердоган Аталай и Том Бек                                                                  | 1      |
| 10    | 244 – 260 | Ердоган Аталай и Том Бек                                                                  | 2      |
| 11    | 261 – 291 | Ердоган Аталай и Винценц Кифер                                                            |        |
| 12    | 292 – 364 | Ердоган Аталай, Даниел Рьоснер, Катя Войвод, Катрин Хес, Даниела Вуте и Нилс Кървин       |        |
| 13    | 365 – 378 | Ердоган Аталай, Пиа Щутценщайн, Патрик Калупа, Кристофър Патън, Гизем Емре и Николас Волф |        |
| 14    | 379 – 381 | Ердоган Аталай, Пиа Щутценщайн, Патрик Калупа, Гизем Емре и Николас Волф                  | 3      |
| 15    | 382 –     | Ердоган Аталай и Пиа Щутценщайн                                                           |        |

## Списък с епизоди
→ Основна статия: Списък с епизоди на Кобра 11

## Актьорски състав

### Настоящи главни роли
| Актьор         | Герой          | Епизод(и) | Сезон | Период | Роля           |
| -------------- | -------------- | --------- | ----- | ------ | -------------- |
| Ердоган Аталай | Семир Геркан   | 3 –       | 1 –   | 1996 – | Главен комисар |
| Пиа Щутценщайн | Вики Райсингер | 365 –     | 47 –  | 2020 – | Главен комисар |

#### Бивши главни роли
| Актьор           | Герой                     | Епизод(и)         | Сезон          | Период                  | Роля                                              |
| ---------------- | ------------------------- | ----------------- | -------------- | ----------------------- | ------------------------------------------------- |
| Патрик Калупа    | Роман Крамър              | 365 – 381         | 47 – 49        | 2020 – 2023             | Началник на магистралната полиция                 |
| Даниел Рьоснер   | Паул Ренер                | 292 – 364         | 39 – 46        | 2016 – 2019             | Главен комисар                                    |
| Катя Войвод      | Ким Крюгер †              | 189 – 364         | 25 – 46        | 2009 – 2019             | Началник на магистралната полиция                 |
| Винценц Кифер    | Александър „Алекс“ Брандт | 261 – 291         | 35 – 38        | 2014 – 2015             | Главен комисар                                    |
| Том Бек          | Бен Йегер                 | 180 – 260         | 24 – 34        | 2008 – 2013             | Главен комисар                                    |
| Шарлот Шваб      | Ана Енгелхарт             | 16 – 185 292, 299 | 3 – 24 39, 40  | 1997 – 2008 2016        | Началник на магистралната полиция                 |
| Гедеон Буркхард  | Крис Ритер †              | 158 – 179         | 21 – 23        | 2007 – 2008             | Главен комисар                                    |
| Рене Щайнке      | Том Краних †              | 48 – 97 126 – 158 | 7 – 13 17 – 20 | 1999 – 2003 2005 – 2007 | Главен комисар                                    |
| Кристиан Оливер  | Ян Рихтер                 | 98 – 125          | 14 – 16        | 2003 – 2004             | Комисар                                           |
| Марк Келер       | Андре Фукс †              | 10 – 47 254       | 2 – 6 34       | 1997 – 1999 2013        | Главен комисар                                    |
| Алмут Егерт      | Катарина Лампрехт         | 1 – 15            | 1 – 2          | 1996 – 1997             | Главен комисар, началник на магистралната полиция |
| Йоханес Брандруп | Франк Щолте               | 1 – 9 310         | 1, 40          | 1996, 2016              | Главен комисар                                    |
| Райнер Щекер     | Инго Фишер †              | 1 – 2             | 1              | 1996                    | Главен комисар                                    |

#### Настоящи поддържащи роли
| Актьор       | Герой            | Епизод(и) | Сезон | Период | Роля                                                            |
| ------------ | ---------------- | --------- | ----- | ------ | --------------------------------------------------------------- |
| Моника Ошек  | Зилке Раухбах    | 382 –     | 50 –  | 2025 – | Комисар                                                         |
| Том Койне    | Анди Беренфенгер | 382 –     | 50 –  | 2025 – | Комисар                                                         |
| Николас Волф | Макс Таубер      | 365 –     | 47 –  | 2020 – | Старши комисар, от сезон 50 е началник на магистралната полиция |

#### Бивши поддържащи роли
| Актьор             | Герой                          | Епизод(и)                 | Сезон                | Период           | Роля                                                               |
| ------------------ | ------------------------------ | ------------------------- | -------------------- | ---------------- | ------------------------------------------------------------------ |
| Кристофър Патън    | Марк Шафрат                    | 365 – 378                 | 47 – 48              | 2020 – 2021      | Комисар в Дортмунд, бивш приятел на Вики                           |
| Нилс Кървин        | Хартмут Фройнд                 | 98, 111 – 361             | 14, 15 – 46          | 2003 – 2019      | Служител в техническия отдел (KTU)                                 |
| Даниела Вуте       | Сузане Кьониг                  | 158 – 361                 | 21 – 46              | 2007 – 2019      | Секретарка                                                         |
| Карина Визе        | Андреа Шефер (по-късно Геркан) | 16 – 204 223 – 355        | 3 – 27 30 – 46       | 1997 – 2019      | Бивша секретарка, бивша съпруга и спътница в живота на Семир       |
| Катрин Хес         | Джени Дорн                     | 219, 223 – 329, 337 – 364 | 28, 29 – 42, 44 – 46 | 2011 – 2019      | Старши комисар, преди – младши комисар (до епизод 261)             |
| Лайън Васчик       | Фин Бартелс                    | 300 – 362                 | 40 – 46              | 2016 – 2019      | Младши комисар                                                     |
| Матиас Херман      | Д-р Томас Зандер †             | 277 – 285                 | 37 – 38              | 2015             | Главен прокурор                                                    |
| Сюзан Хоеке        | Д-р Изабел Фрингс †            | 277 – 284                 | 37 – 38              | 2015             | Полицейски психолог                                                |
| Готфрид Волмер     | Дитер Бонрат †                 | 16 – 276                  | 3 – 37               | 1997 – 2015      | Комисар                                                            |
| Дитмар Хун         | Хорст „Хоте“ Херцбергер †      | 10 – 223                  | 2 – 30               | 1997 – 2011      | от епизод 76: Главен комисар до епизод 76: Комисар                 |
| Маркус Х. Еберхард | Кай – Уве Шрьодер              | 84 110 – 152              | 12 15 – 20           | 2002 2004 – 2006 | Продавач в каравана за бързо хранене / Детектив                    |
| Мартина Хил        | Петра Шуберт                   | 144 – 158                 | 19 – 21              | 2006 – 2007      | Бивша секретарка, заменена от Андреа Шефер                         |
| Нина Венигер       | Регина Кристман                | 10 – 15                   | 2                    | 1997             | Секретарка на Катарина Лампрехт                                    |
| Свен Рейнман       | Манфред Майер – Хофер          | 10 – 14                   | 2                    | 1997             | Комисар                                                            |
| Матиас Фрейхоф     | Йохен Сейферт                  | 2 – 9                     | 1                    | 1996             | Комисар                                                            |
| Лулу Рхемрев       | Марайке Ванстратен             | 1 – 4, 9                  | 1                    | 1996             | Бивша приятелка на Франк Щолте, собственичка на заведение „Waldau“ |
| Ува Бушкен         | Маркус Бодмар                  | 1, 5 – 9                  | 1                    | 1996             | Главен комисар                                                     |
| Клаудиа Балко      | Аня Хекендом                   | 1 – 8                     | 1                    | 1996             | Главен комисар                                                     |
| Гюнтер Шуберт      | Томас Райдер                   | 1 – 4                     | 1                    | 1996             | Главен комисар                                                     |

## Награди
- Taurus World Stunt Awards
  - Победител – Най-добър екшън в чуждестранен филм: за епизода „Кобра, поемете случая!“ (2004, 2007, 2009, 2011, 2012, 2013, 2017)
- Bambi Awards 2014
  - Номинация – TV – National – Ердоган Аталай, Винценц Кифер и Катя Войвод
- German Television Academy Awards 2014
  - Победител – Най-добрите каскадьори: за епизода „Революция“; Кристофър Домански
- Jupiter Award 2014
  - Номинация – Най-добър немски ТВ сериал
- Taurus World Stunt Awards 2012 и 2009
  - Победител – Най-добър екшън в чуждестранен филм
- Bambi Awards 2010
  - Номинация – Читателите избраха Ердоган Аталай и Том Бек за любими телевизионни звезди
- Taurus World Stunt Awards 2007
  - Победител – Най-добър Екшън в чуждестранен филм
- Taurus World Stunt Awards 2004
  - Номинация – Най-добър Екшън в чуждестранен филм: за епизода „Огнено кръщение“
- German Camera Award 2003
  - Номинация – ТВ филм: за епизода „Огнено кръщение“
- Taurus World Stunt Awards 2003
  - Номинация – Най-добър екшън в чуждестранен филм: за епизода „Хрътка“